# مكون إلكتروني
المكونات الإلكترونية أو العناصر الالكترونية هي مجموعة إلكترونية تُعد حجر الاساس لعمل أي جهاز منفصل أو لوحة أم، كالمقاومة أو المكثف أو الملف أو مدمجة في دوائر متكاملة كالبوابات المنطقية أو المضخم العملياتي لغرض بناء دوائر الكترونية.
تحتوي المكونات الإلكترونية على عدد من الأطراف أو الأسلاك الكهربائية. تتصل هذه الخيوط بمكونات كهربائية أخرى، غالبًا عبر الأسلاك، لإنشاء دائرة إلكترونية بوظيفة معينة (على سبيل المثال، مكبر للصوت، أو مستقبل راديو، أو مذبذب). قد يتم حزم المكونات الإلكترونية الأساسية بشكل منفصل، كمصفوفات أو شبكات من مكونات متشابهة، أو مدمجة داخل الحزم مثل الدوائر المتكاملة لأشباه الموصلات، أو الدوائر المتكاملة المختلطة، أو أجهزة الأغشية السميكة. تركز القائمة التالية من المكونات الإلكترونية على الإصدار المنفصل لهذه المكونات، وتعامل هذه الحزم كمكونات في حد ذاتها.

## اقرأ أيضا
- إلكترونيات
- دايود
- صمام ثلاثي
- مضخم (إلكترونيات)
- موصلية منقولة
- مقاومة متغيرة رقمية